# Beatriu de Suàbia (Elisabet)

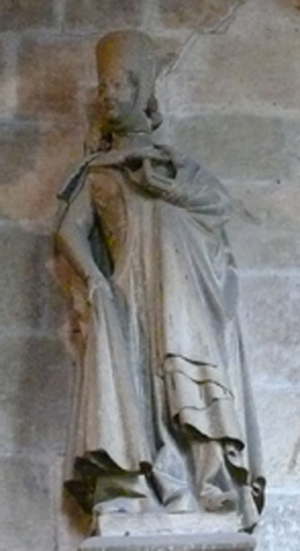
Beatriu de Suàbia

Beatriu de Suàbia (de jove Elisabet de Hohenstaufen) (Nuremberg, 1205 - Toro, 5 de novembre de 1235) fou reina consort de Castella i Lleó (1220-1235). Filla de Felip I Hohenstaufen, duc de Suàbia i rei germànic, i d'Irene d'Atenes, filla d'Isaac II Àngel, emperador romà d'Orient.
Després de la mort de Felip, va restar sota la tutela del seu cosí Federic II, Emperador del Sacre Imperi Romanogermànic. Aquest va donar la seva autorització pel seu matrimoni amb Ferran III, el Sant, rei de Castella i de Lleó, unió que es va realitzar el 30 de novembre de 1219. Un cop a Castella, Elisabet adoptà el nom de Beatriu, probablement en honor de la seva germana gran, morta el 1212. D'aquesta unió van néixer:
- Alfons X de Castella, el Savi, (1221-1284), rei de Castella i de Lleó.[1]
- l'infant Frederic de Castella (1223-1277), suposadament mort pel seu germà gran.[3]
- l'infant Ferran de Castella (1225-1248)[1]
- la infanta Elionor de Castella (1227-?), morta molt jove.[3]
- la infanta Berenguera de Castella (v 1228-1279),[1] monja al monestir de Las Huelgas.[3]
- l'infant Enric de Castella, el Senador, (1230-1303), senyor d'Écija
- l'infant Felip de Castella (1231-1274),[1] arquebisbe de Sevilla primer i casat després el 1258 amb Cristina de Noruega, filla d'Haakon IV de Noruega.[3]
- l'infant Sanç de Castella (1233-1261),[1] arquebisbe de Toledo i de Sevilla.[3]
- l'infant Manuel de Castella (1234-1283),[1] senyor d'Escalona del Prado, Peñafiel i Villena.[3]
- la infanta Maria de Castella (1235-1235) Morta amb pocs dies de diferència de la seva mare.[3]

Beatriu de Suàbia va morir el 5 de novembre de 1235 i fou sepultada al Reial Monestir de Santa Maria de Las Huelgas, a Burgos, al costat del Rei Enric I. El 1279 el seu fill Alfons va traslladar el cos a la Catedral de Sevilla, on hi reposava el marit, Ferran III.